# Монсеньор-Жил

Монсеньор-Жил на карте штата.

Монсеньор-Жил (порт. Monsenhor Gil) — муниципалитет в Бразилии, входит в штат Пиауи. Составная часть мезорегиона Северо-центральная часть штата Пиауи. Входит в экономико-статистический микрорегион Терезина. Население составляет 10 333 человек на 2010 год. Занимает площадь 582,548 км². Плотность населения — 17,74 чел./км².

## Демография
Согласно сведениям, собранным в ходе переписи 2010 г. Национальным институтом географии и статистики (IBGE), население муниципалитета составляет:
| Полное население                               | Полное население                               | Полное население                               | Полное население                               | 10 333 |
| ---------------------------------------------- | ---------------------------------------------- | ---------------------------------------------- | ---------------------------------------------- | ------ |
| в том числе:                                   | Городское население                            | 5309                                           | Процент городского населения, %                | 51,38  |
|                                                | Сельское население                             | 5024                                           | Процент сельского населения, %                 | 48,62  |
|                                                | Мужское население                              | 5105                                           | Процент мужского населения, %                  | 49,40  |
|                                                | Женское население                              | 5228                                           | Процент женского населения, %                  | 50,60  |
| Плотность населения, чел/км²                   | Плотность населения, чел/км²                   | Плотность населения, чел/км²                   | Плотность населения, чел/км²                   | 17,74  |
| Население муниципалитета в % к населению штата | Население муниципалитета в % к населению штата | Население муниципалитета в % к населению штата | Население муниципалитета в % к населению штата | 0,33   |

По данным оценки 2016 года, население муниципалитета составляет 10 410 жителей.

## История
Город основан 6 декабря 1963 года. 

## Статистика
- Валовой внутренний продукт на 2003 год составляет 14 905 211,00 реалов (данные: Бразильский институт географии и статистики).
- Валовой внутренний продукт на душу населения на 2003 год составляет 1404,69 реалов (данные: Бразильский институт географии и статистики).
- Индекс развития человеческого потенциала на 2000 год составляет 0,622 (данные: Программа развития ООН).